# Сан-Пабло (затока)
Сан-Пабло (англ. San Pablo Bay) — естуарій, що формує північне продовження затоки Сан-Франциско в Північній Каліфорнії (США). Велика частина затоки мілководна. Однак, є глибокий канал приблизно в середині затоки, який дозволяє отримати доступ до Сакраменто, Стоктона, Мартінеса, та інших невеликих портів дельти.
Затока приблизно 16 км у ширину, та має площу близько 230 км². Два півострова відділяє затоки Сан-Пабло та Сан-Франциско, зі сходу це Річмонд, із заходу Сан-Рафаель.